# Jacques Le Flaguais
Jacques Le Flaguais, né à Tours (Indre-et-Loire) le 18 décembre 1921 et mort à Bruges (Belgique) le 16 décembre 1986, est un illustrateur et peintre français.

## Biographie
Jacques Le Flaguais est le deuxième fils des époux Auguste Le Flaguais (1896-1936) et Madeleine Marjault (1896-1987). Ses frères sont Robert (1920-2016) et Pierre (1923-1999). Le père mourut en 1936, des séquelles de la Première Guerre mondiale.
En 1936, Jacques Le Flaguais est admis à l'École des arts appliqués à Paris et, soutenu par une bourse, y étudie jusqu'en 1940. 
Après l'Armistice, en compagnie de son frère Pierre, il s'engage comme moniteur dans un camp de jeunesse. Il obtient en outre un rôle dans Les Pipeaux, spectacle de music-hall, joué à l'Alhambra avec notamment André Schlesser. En 1942, le Service du travail obligatoire (STO) l'expédie à Rostock, où il est incorporé dans les usines Henkel.
Devenu malade et rentré en France fin 1943, il s'engage dans une équipe de bûcherons près de Saint-Gobain. Au cours de l'été 1944, il rentre à pied à Paris avec son frère Pierre et ils rejoignent leur mère à Levallois-Perret. Il est embauché par une agence de publicité de la rue Boislevent dans le 16e arrondissement.
Fin 1945, les deux frères reprennent leurs activités de chant et de guitare. Sous le nom de Marc et Denis, ils participent à un concours de chant à la salle Pleyel, avec des chansons dans le genre du répertoire de Charles Trenet, à la suite de quoi un impresario américain d'origine française leur fait signer un contrat pour se produire pendant quatre mois, à partir de juillet 1947, au Bal Tabarin, 46e Rue à New York. Le duo continue avec une tournée dans l'État de New York puis au Canada. Ils y retrouvent Les Compagnons de la Chanson et Édith Piaf qu'ils avaient connus à Paris fin 1944.
Ils se fixent à Montréal où ils retrouvent leur frère Robert qui y enseigne la philosophie et l'astrologie. Après avoir été animateur dans un grand hôtel, Jacques Le Flaguais reprend son métier de dessinateur publicitaire et se spécialise dans l'affiche. Il obtient des prix pour plusieurs d'entre elles. Un de ses dessins est reproduit en couverture de The New Yorker, tandis qu'un dessin de Noël est utilisé par le Reader's Digest en couverture du numéro de décembre pour les années 1952, 1953 et 1954. Le Weekend Magazine de Montréal publie de nombreux dessins humoristiques de sa production.
En 1950, Jacques Le Flaguais épouse Patricia, la fille d'un assureur de Toronto, qui lui donne un fils, Marc Curtis. Il divorce en 1956 et retourne en France où il reprend ses activités publicitaires en tant qu'indépendant, d'abord à Paris, puis de 1959 à 1964 à Lyon.
En 1964, Jacques et Pierre Le Flaguais ouvrent l'hôtel La Samarcande à Notre-Dame-de-Bellecombe, près de Mégève. Pierre assure la gestion de cette maison d'hôte de quatorze chambres, tandis que Jacques s'occupe de l'organisation du séjour et de l'agrément des clients.

### Carrière de peintre
En 1968, les frères vendent l'hôtel et s'installent à Aix-en-Provence. Tandis que Pierre part en Inde, Jacques Le Flaguais commence sa carrière d'artiste peintre professionnel. Il quitte Aix pour s'installer à Castillon-du-Gard, à mi-chemin entre Avignon et Nîmes, petite commune habitée par son ami le peintre fauviste Pierre Parsus. Il trouve des clients pour ses peintures naïves auprès d'estivants de la région — entre autres Jean-Claude Decaux — et chez d'anciens amis comme les Compagnons de la Chanson.
Un Belge du nom de Blondiau lui achète plusieurs toiles et l'encourage à venir s'installer en Belgique. En 1974, une exposition est montée, à titre d'essai, au centre culturel de Dilbeek près de Bruxelles, où toutes les toiles sont vendues.
Il se décide alors de se fixer à Bruges et y trouve un logement dans la rue du Fossé au Loup. Il s'y installe dès le mois d'avril 1976. En 1978, il expose 35 toiles dans une galerie à Bruxelles, où elles sont toutes vendues.
Désormais, il s'occupe principalement des commandes que lui font les Brugeois, chez qui la publicité de bouche à oreille avait rapidement fonctionné. L'exécution de ses tableaux étant assez lente, il n'en réalise au maximum qu'une douzaine par an. En 1984, la ville de Bruges qui lui commande un tableau destiné au musée du Folklore.
Ente-temps il a déménagé au quai Spinola dans la maison Les Trois Tulipes, où il est rejoint par sa mère et son frère Robert. Il y meurt des suites de faiblesses cardiaques et pulmonaires répétées.

### Créateur de jeu
Au début des années 1960, Jacques Le Flaguais invente un jeu de société dénommé Shoot, un jeu de stratégie et de finesse pour deux personnes, permettant de mener des attaques par le biais de lancés de dés, mais il ne trouve aucun investisseur pour le financer.